# Ворох Степан
Степан Ворох (6 січня 1921, с. Кривеньке, нині Чортківського району Тернопільської області — 2 лютого 2002, м. Ньюарк, США) — український лікар, громадський діяч. Почесний член УЛТ Північної Америки (УЛТПА) від 1989.

## Життєпис
1942 року — закінчив гімназію «Рідна школа» імені М. Шашкевича в Чорткові.
Член ОУН (1947), політв'язень. Медичні студії почав (дантистика) почав 1942 у Львові, закінчив у Людвіг-Максимілянському університеті в Мюнхені (1949, доктор). Тоді ж емігрував до США.
1966—1968 — голова Метропольного (м. Нью-Йорк) відділу УЛТПА, від 1970 — референт зовнішніх зв'язків товариства «Церква в потребі» (1969—1975) для моральної та фінансової допомоги кардиналові Йосипу Сліпому. Засновник і голова комісії зв'язків Українського конгресового комітету Америки з ієрархами українських церков. Голова консолідацької комісії УНР у Нью-Йорку (1997).
Член Генерального секретаріату Світового конгресу вільних українців (СКВУ), представник до СКВУ від УЛТПА. Член ради директорів у фундації ЕУ, організатор фондів на це видання, голова товариства «Рідна школа» в Ньюарку. Автор численних статей у томах частина в збірнику «Чортківська округа» (1974) жертводавець на цю книгу.